# Karim Keira
Pour les articles homonymes, voir Keira (homonymie).
Karim Keira est un homme politique guinéen, ancien Ministre de la première république sous le régime d'Ahmed Sékou Touré,.
Il est exécuté en 1985 après le coup d'État manqué de Diarra Traoré. Deux de ses enfants furent également ministres.

## Parcours professionnel
Ancien administrateur colonial, après l'indépendance il est commandant de cercle de Mamou, puis Boké avant de rentrer à Conakry.
En 1969, il est nommé gouverneur à Siguiri à la place de Sékou Camara 
En 1970, il devient secrétaire général à la Présidence de la République.
Au moment de la mort de Sékou Touré en 1984, il était Ministre de la pêche avant d'être arrêté et emprisonné sous la deuxième république dirigée par Lansana Conté jusqu'à sa mort en 1985.